# Linha do tempo da desocupação do Pinheirinho
Esta é a linha cronológica dos acontecimentos anteriores e posteriores envolvidos na Desocupação do Pinheirinho.

## Linha do tempo
- 1978 - Área é comprada por Benedito Bento Filho. Prefeitura aprova projeto de loteamento na região (5.140 residências).[1]
- 1981 - Bento Filho vende terreno à Selecta S/A de Naji Nahas.
- 1983 - Prefeitura cancela loteamento e muda a região de zona residencial para industrial.
- abril de 1990 - Falência da Selecta S/A.
- 2004 - Moradores ocupam terreno abandonado da massa falida da empresa Selecta S/A.
- 2005 - TJ cassa a liminar de reintegração de posse. Diz que o juízo da falência não tem competência para julgar o caso. A massa falida requere a reintegração à 6ª Vara Cível de São José, que nega o pedido. massa falida recorre ao TJ que, então, concede a liminar. Defesa recorre.[2]
- 2011 - TJ suspende reintegração. STJ (Superior Tribunal de Justiça) suprime todo o processo.
- novembro de 2011 - Determinação de reintegração de posse é "ressuscitada" pela Juíza Márcia Loureiro (6ª Vara Cível de São José). União manifesta interesse jurídico-político no terreno, por questões de moradia popular.
- 14 de janeiro de 2012 - Moradores do Pinheirinho protestam e criam "exército" de resistência.
- 15 de janeiro de 2012 - Moradores do bairro vizinho defendem reivindicações do Pinheirinho e ocupam terreno que prefeitura preparava para "desalojados".
- 16 de janeiro de 2012 - PM lança panfletos pedindo a retirada dos moradores.
- 17 de janeiro de 2012 - PM mobiliza 1500 homens para reintegração de posse de madrugada, mas determinação da Justiça Federal (Roberta Monza Chiari) suspende ordem judicial estadual por volta das 4 horas da manhã. No mesmo dia, um juiz federal cassa liminar.
- 19 de janeiro de 2012 - Acordo entre moradores e Selecta SA suspende reintegração até dia 3 de fevereiro. MPF move ação contra prefeitura de São José dos Campos, acusada de omissão na regularização das famílias do Pinheirinho.
- 20 de janeiro de 2012 - Determinação da Justiça Federal suspende novamente reintegração de posse. Governador Geraldo Alckmin é avisado dos riscos de uma intervenção armada e decide pela operação da PM no Pinheirinho na sexta (só no dia seguinte seria avisado pela justiça que poderia realizar a operação). Escolhe o número de policiais, o dia e o horário da operação.[3]
- 21 de janeiro de 2012 - Juiz estadual declara que ignorará suspensão federal.
- 22 de janeiro de 2012 - Às 6 horas começa a reintegração de posse. Críticas do governo federal, da OAB, Partidos Políticos, Sindicatos, estudantes, meios de comunicação e do MPF. À noite, STJ declara em liminar que a competência do caso é da justiça estadual.
- 23 de janeiro de 2012 - Conflitos continuam. Famílias vão ao STF contra reintegração. Moradores incendeiam sofá e são agredidos com bombas e balas de borracha pela Polícia Militar.
- 24 de janeiro de 2012 - Até o final da noite, todos os moradores retiram seus pertences. Caminhão é queimado e estabelecimentos comerciais são atacados. O comércio fecha as portas.

- 25 de janeiro de 2012 – Concluída reintegração de posse.[4] Em aniversário de São Paulo, Kassab é recebido com ovos.[5] Alguns manifestantes entram em confronto com a PM. Os cineastas Marco Dutra e Juliana Rojas lêem moção de repúdio à ação no Pinheirinho no Prêmio Governador do Estado, evento do governo estadual.[6]
- 26 de janeiro de 2012 – PM envia nota por e-mail defendendo reintegração e alegando que ação foi pacífica, a despeito de numerosos relatos, fotos e vídeos em contrário.[7]
- 27 de janeiro de 2012 - Após críticas da Anistia Internacional, de relatores da ONU e da Secretaria de Direitos Humanos, grupo de advogados, entre eles o professor de direito da Universidade de São Paulo Fábio Konder Comparato, o procurador do Estado Marcio Sotelo Felippe e Hélio Bicudo (Ex-Presidente da Comissão Interamericana de Direitos Humanos da OEA), denunciam caso Pinheirinho à Comissão de Direitos Humanos da Organização dos Estados Americanos.[8]
- fevereiro de 2012 - Homens armados, seguranças de Naji Nahas, passam a impedir entrada de moradores e curiosos na região.[9]
- 9 de abril de 2012 - Câmara dos deputados convoca a  Comissão de Direitos Humanos e Minorias para uma audiência pública a respeito dos abusos em Pinheirinho.[10]
- 10 de abril de 2012 - Cancelado o encontro da Comissão na Câmara.[11]
- 28 de junho de 2012 - Denúncias contra lideranças tucanas e magistrados são entregues ao CNJ e à OEA.[12]